# Vlachovice (ort i Tjeckien, Vysočina)
Vlachovice är en ort i Tjeckien.   Den ligger i regionen Vysočina, i den centrala delen av landet, 130 km öster om huvudstaden Prag. Vlachovice ligger 754 meter över havet och antalet invånare är 120.
Terrängen runt Vlachovice är huvudsakligen platt, men norrut är den kuperad. Vlachovice ligger uppe på en höjd. Runt Vlachovice är det ganska tätbefolkat, med 160 invånare per kvadratkilometer. Närmaste större samhälle är Nové Město na Moravě, 4,6 km sydost om Vlachovice. Omgivningarna runt Vlachovice är en mosaik av jordbruksmark och naturlig växtlighet.